# Phare de Whitehead
Le phare de Whitehead (en anglais : Whitehead Light) est un phare actif situé à Whitehead Island (en) à l'entrée sud-est de la baie de Penobscot, dans le Comté de Knox (État du Maine).
Il est inscrit au Registre national des lieux historiques depuis le 14 mars 1988.

## Histoire
Whitehead Island est une île située au large de St. George dont elle fait partie administrativement. Outre le phare, l'île abrite aussi l'ancienne Whitehead Lifesaving Station (en).
Le phare, fondé en 1804, est situé au sud-est de l'île et comprend la tour, la maison du gardien de deux étages en bois, la cabane à carburant et un bâtiment en brique de signal de brouillard.
Le phare de Whitehead Island fut autorisé en 1804 par le président Thomas Jefferson et mis en service en 1807. C'est la troisième plus ancienne station de phare en activité dans l'état du Maine. La tour actuelle a été construite en 1852 et sa conception a été attribuée à Alexander Parris (en) en raison de sa similitude avec le phare de Monhegan Island, connu pour être l'œuvre de Parris. La maison du gardien fut construite en 1891, l'année même de la construction de la cabane à carburant. Le signal de brouillard a été ajouté en 1869-1870, conséquence des conditions de brouillard fréquentes dans la région. Le complexe comprenait à l'origine des voies reliant les principaux bâtiments, mais celles-ci ont été supprimées. La station a été automatisée en 1982, date à laquelle la maison du gardien a été fermée. Sa lentille de Fresnel de troisième ordre d'origine est maintenant exposée au Maine Lighthouse Museum de Rockland.
En 1996, dans le cadre du Maine Lights Program, le phare est devenu la propriété de Pine Island Camp, une institution à but non lucratif vieille de plus de 100 ans située dans le centre du Maine. La maison des gardiens et l'école de Whitehead Light Station ont été minutieusement rénovées au cours d'une période de 12 ans et sont maintenant magnifiquement restaurées. Le phare propose des programmes d'enrichissement pour adultes pendant les mois d'été et est également disponible à la location à la semaine. La maison dispose de 7 chambres avec chacune sa propre salle de bain, trois salons, une cuisine moderne et une salle à manger.

## Description
Le phare est une tour conique en pierre taillée de granit, avec une galerie et une lanterne à seize côtés de 12 m de haut, reliée à un bâtiment technique en brique. La tour en granit est non peinte et la lanterne est noire.Son feu à occultations émet, à une hauteur focale de 23 m, un long éclat vert de 3 secondes par période de 4 secondes, jour et nuit. Sa portée est de 6 milles nautiques (environ 11 km).
Il est équipé d'une corne de brume émettant deus blasts par période de 30 secondes.

## Caractéristiques dufeu maritime
Fréquence : 4 secondes (G)
- Lumière : 3 secondes
- Obscurité : 1 seconde

Identifiant : ARLHS : USA-888 ; USCG : 1-4580 - Amirauté : J0122 .

### Lien connexe
- Liste des phares du Maine